# 满洲国外交

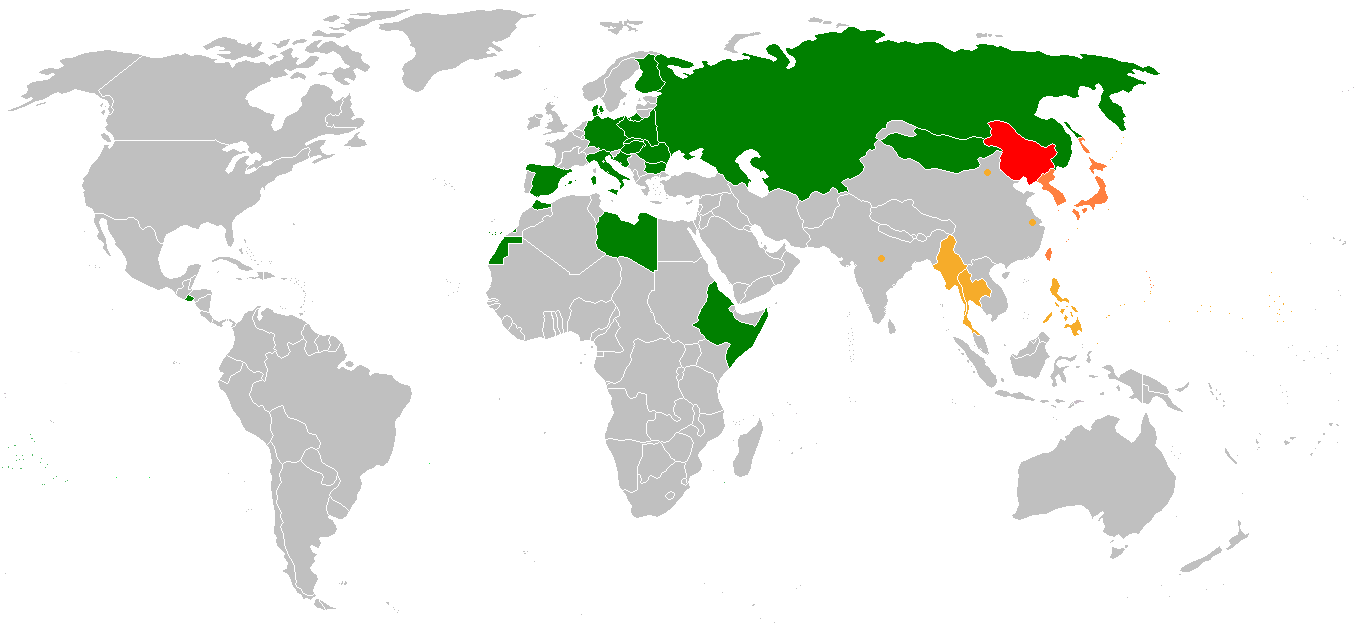
承認滿洲國的國家及政權（1943年）
Manchukuo
大日本帝國
受日本控制的国家及傀儡政权
其他国家

满洲国外交是關於滿洲國成立後的國際關係概況。滿洲國于1932年3月1日成立後，日本和薩爾瓦多最先給予承認。1933年1月，美國通告世界各國，不要承認滿洲國。1933年2月，国际联盟通过决议，肯定中国对中国东北拥有主权，不承认满洲国的合法性。1934年，英國表示，永不承認滿洲國。
不过，随着軸心國聯盟的成立、以及滿洲國加入《反共產國際協定》，满洲国陆续获得其成员国承认。至1943年，滿洲國共获得23個國家的承認。

## 历史
1932年3月1日，滿洲國政府發布《建國宣言》，正式成立滿洲國，首都長春（後改名为新京），領土範圍包括現今遼寧、吉林和黑龍江3省全境，以及內蒙古東部、河北承德。随后，满洲国外交总长谢介石向日、美、英、法、德、意、苏等17个国家发出通告，希望建立外交关系。
1932年6月14日，日本眾議院通過決議，率先承認滿洲國；9月6日，日本內閣也通過決議承認滿洲國。同年9月23日，蘇聯同意滿洲國向莫斯科、新西伯利亞等城市派駐領事官員。1933年1月15日，美國通告世界各國不要承認滿洲國。1933年2月，国际联盟以44票赞成、1票弃权、1票反对通过决议，肯定中国对东北拥有主权，不承认满洲国的合法性。1934年3月13日，英國表示永不承認滿洲國。
1937年軸心國聯盟成立後，德國和意大利承認滿洲國。1939年，滿洲國加入《反共產國際協定》，其成员国陆续宣布承认满洲国。根据满洲国政府出版的《满洲建国十年史》，1943年世界上约有80个政权（包括傀儡国和占领国），承认满洲国的共23个。

## 邦交国
| 序号 | 国家             | 位置   | 说明 |
| ---- | ---------------- | ------ | --- |
| 1    | 日本             | 亚洲   | 1932年9月15日，日本正式承認滿洲國，雙方簽訂《日滿議定書》。11月24日，日本任命關東軍司令官武藤信義為駐滿洲國大使。                                 |
| 2    | 薩爾瓦多         | 中美洲 | 1934年5月19日，薩爾瓦多通知日本政府和满洲国驻日公使，萨尔瓦多自3月3日开始承認滿洲國。当时由法西斯主義的马丁内斯將軍統治。                         |
| 3    |                  | 中美洲 | 1937年10月，多米尼加獨裁者拉斐爾·特魯希略將軍向满洲国皇帝友好致意。                                                                               |
| 4    | 波兰             | 欧洲   | 1938年10月，波兰与满洲国在哈尔滨、华沙互设领事机构。1942年2月24日，波兰流亡政府（西科尔斯基政府）取消承认满洲国。                                 |
| 5    | 意大利           | 欧洲   | 1937年11月29日，德国的盟国意大利在加入日、德签署的《反共产国际协定》后正式承认满洲国。                                                            |
| 6    | 德国             | 欧洲   | 1938年2月20日，纳粹德國承認滿洲國。5月12日，德國與滿洲國在柏林簽訂友好條約。                                                                      |
| 7    | 罗马尼亚         | 欧洲   | 轴心国，《反共产国际条约》成员国。1940年12月1日，罗马尼亚承认满洲国。                                                                             |
| 8    | 保加利亚         | 欧洲   | 轴心国，《反共产国际条约》成员国。1941年5月14日，承认满洲国。                                                                                     |
| 9    | 匈牙利           | 欧洲   | 轴心国，《反共产国际条约》成员国。1939年1月10日，匈牙利承认满洲国。                                                                               |
| 10   | 克羅埃西亞獨立國 | 欧洲   | 轴心国，傀儡政权，《反共产国际条约》成员国 |
| 11   | 斯洛伐克国       | 欧洲   | 轴心国，傀儡政权，《反共产国际条约》成员国。1939年，斯洛伐克承认满洲国。                                                                          |
| 12   | 維希法國         | 欧洲   | 德国傀儡 |
| 13   | 西班牙国         | 欧洲   | 《反共产国际条约》成员国，1937年12月2日，满洲国驻日大使阮振铎与西班牙驻日本代表换文，两国建交。                                                   |
| 14   | 芬兰             | 欧洲   | 《反共产国际条约》成员国。1941年7月19日，承认满洲国。                                                                                             |
| 15   | 丹麦             | 欧洲   | 1941年8月16日，丹麥傀儡政府承認滿洲國。 |
| 16   | 苏联             | 欧洲   | 1941年4月13日，蘇聯和日本《日蘇中立條約》，声明“蘇聯尊重滿洲國的領土完整與神聖不可侵犯，日本保证尊重蒙古的领土完整和不可侵犯”，正式承认了满洲国。 |
| 17   | 蒙古人民共和国   | 亚洲   | 苏联傀儡，社会主义国家 |
| 18   | 汪精卫国民政府   | 亚洲   | 日本傀儡，《反共产国际协定》成员国。1940年11月30日，汪精卫政权和满洲国互相承认和建交。                                                            |
| 19   | 蒙疆聯合自治政府 | 亚洲   | 日本傀儡 |
| 20   | 泰國             | 亚洲   | 日本盟國，軸心國。1941年8月5日，承认满洲国。 |
| 21   | 自由印度臨時政府 | 亚洲   | 日本傀儡 |
| 22   | 緬甸國           | 亚洲   | 日本傀儡 |
| 23   | 菲律宾第二共和国 | 亚洲   | 日本傀儡 |

## 双边关系

### 日本帝国

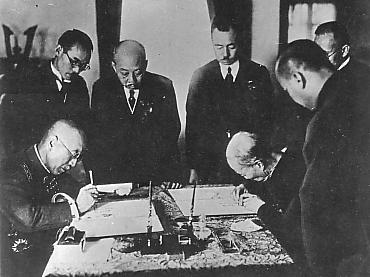
1932年9月15日《日滿議定書》的簽印

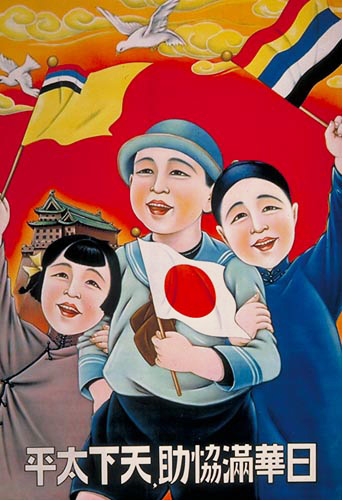
“日、华、满协助天下太平”的宣传画

1932年3月，满洲国建国后，由駒井任「國務院」總務廳廳長，總攬大權:28，各機關均有日本人担任要职:101。
1932年6月14日，日本眾議院通過決議，承認滿洲國。8月8日，日本派關東軍司令官武藤信義為駐「滿洲國」特派全權大使及關東長官，其權力等於總督:29。9月6日，日本內閣通過決議，承認滿洲國。9月13日，日本武藤信義為「大使」，并于15日簽訂《日滿議定書》，日本正式承認滿洲國。11月24日，日本正式任命關東軍司令官武藤信義為駐滿洲國大使。
1935年2月12日，滿洲國與日本簽訂關稅協定。同年4月6日，滿洲國皇帝溥儀第一次訪問東京，日本天皇裕仁到東京車站迎接。5月2日，滿洲國皇帝溥儀頒布《回鑾訓民詔書》，表示自己與日本天皇“精神如一體”，滿洲國與日本“一德一心”，形成“不可分”的關係。
1937年11月5日，日本與滿洲國締約，日本撤廢在滿洲國領土上的治外法權。所有以往根據日清政府條約由日本管轄的滿鐵附屬地管轄權均轉交於滿洲國政府。
1940年6月26日，滿洲國皇帝溥儀第二次訪問東京，此次訪問的主要目的是迎接日本天照大神回滿洲國供奉。同年7月15日，滿洲國皇帝溥儀頒布《國本奠定詔書》，宣稱滿洲國的建立是和日本一樣，都始於“天照大神”，並把“天照大神”作為滿洲國的“建國元神”加以供奉。
1942年3月1日，滿洲國皇帝溥儀頒布《建國十週年詔書》。自此，滿洲國對日本的稱謂，從之前的“友邦”、“盟邦”改作“親邦”，即以日本為父母之國。
1943年4月1日，日本首相東條英機訪問滿洲國。

### 纳粹德国
德国对满洲国开始只开展商贸关系、不承认有政治涵义。1933年6月21日，前德国驻哈尔滨领事格波利，对《哈尔滨时报》记者发表谈话称，德国方面对于满洲“新国家极为注意”，并愿意发展相互间的商务关系，引发了中华民国政府的担忧。对此，德国外交部在3月3日照会中方称“德方不承认满洲国的立场并无任何改变”。1936年4月30日，德国外汇局与满洲国政府在日本东京签署了《德满贸易协定》。1937年3月，德国向满洲国正式派驻了一名商务专员克诺尔，面对国民政府交涉，德方称“此举完全是为履行易货协定的需要，没有政治意义，更不意味着承认满洲国；而且克诺尔不具有外交官身份，也不与满洲国政府发生联系”。
1937年11月29日，意大利在加入日、德签署的《反共产国际协定》后率先承认满洲国。1938年2月，希特勒在国会演讲中宣布即将承认满洲国。5月12日，德国与满洲国在柏林签订修好条约。吕宜文出任满洲国驻德国公使，和书记官王替夫等人赴德国就任。
1945年4月11日，满洲国中止和德国外交关系。

### 中华民国
为支援配合满洲国的成立，日本于1932年1月28日至3月3日在上海策划了「一二八事變」。事變发生后，十九路军奋起抵抗，而南京國民政府宣布遷都洛陽。1932年3月1日满洲国成立后，日軍于3月3日自行宣佈停戰:1。1932年3月24日，中日在上海谈判，并于5月5日签署了《淞沪停战协定》:35，并把十九路军调往福建剿共。1932年4月15日，中国共产党领导的中华苏维埃共和国临时中央政府于发表《对日宣战通电》，提出“以民族革命战争驱逐日本帝国主义出中国”的主张。1933年1月，长城战役山海關戰鬥爆发，張學良退至關內。同年3月，日本关东军攻占热河，并将热河并入满洲国:8，然后主动提出与国民政府举行休战谈判。5月31日，国民政府与日军签署塘沽协定，默认了满洲国的存在。1935年後，中华民国与满洲国建立了通郵、通車、通航及貿易聯繫。
1940年3月30日，在大日本帝國陸軍中国派遣軍扶持下，汪精衛等投靠日本的中國國民黨黨員於南京成立“南京国民政府”，与当时的重庆国民政府分庭抗礼。1940年12月10日，汪精卫派特使、外交部长徐良到满洲国首都新京，向溥仪递交国书，开始国交。1941年1月和8月，满洲国与汪精卫政府互派大使。满洲国驻中华民国（汪精卫政府）的两任大使分别是吕荣寰和李绍庚。1942年春，汪精卫访问满洲国，发表演讲时说：“我们昔日为同胞，今日仍为同胞，他日更为同胞。”

### 其他政权
九一八事变后，波兰就在国联支持日本建立满洲国，拉拢日本对抗苏联。9月1日二战爆发后，苏、德联合夹击波兰，波兰被瓜分亡国。波兰流亡政府于1942年2月24日宣布取消承认满洲国。
1934年3月2日，罗马宗座（梵蒂冈）发布敕令，委任吉林教区主教高德惠（法国人）为“驻满罗马教皇代表”，但这是否属于承认满洲国却存在争议。
1942年11月，郑禹任满洲国驻泰国全权公使，任内被授予续二级柱国勋章。1944年8月，郑禹调离泰国。
满洲国和蒙古人民共和國一直有邊界糾紛，在1939年引發日本关东军与苏联红军之间的諾門罕戰役。日本战败后，搁置「北進」计划，转而掉头实行「南進」计划。
1942年，日美进行非正式外交谈判形成日美谅解案，希望美国政府承认满洲国，其后6月美方提案同意与日本就满洲国问题进行友好谈判，但双方最终并未达成协定。

## 国际组织
1939年，滿洲國加入《反共產國際協定》。这是納粹德國與大日本帝國在1936年11月25日簽訂的反對共產國際及蘇聯的協定。加入此協定以後，满洲国的邦交国数量增加到了23個。